# Ziemin (osada leśna)
Ziemin – osada leśna w Polsce położona w województwie wielkopolskim, w powiecie grodziskim, w gminie Wielichowo.
W latach 1975–1998 miejscowość administracyjnie należała do województwa poznańskiego.